# Tramain
Tramain è un comune francese di 695 abitanti situato nel dipartimento delle Côtes-d'Armor nella regione della Bretagna.

## Monumenti e luoghi d'interesse
- Chiesa di Santa Maria e Santo Stefano
- Monumento ai caduti della prima e seconda guerra mondiale

## Società

### Evoluzione demografica
Abitanti censiti